# Цирлин, Игорь Самуилович
Игорь Самуилович Цирлин — специалист в области спутниковых систем связи, телерадиовещания, лауреат Ленинской премии (1981).

## Биография
Родился 14.05.1938 в Москве.
После окончания МЭИС (1960) до 1991 г. работал в НИИ радио в должностях от инженера до заместителя директора.
В 1991—2000 генеральный директор АО «Информкосмос», в 2001—2004 главный инженер НИИР.
В 2005—2010 гг. генеральный директор ОАО «ВНИИТР».
Участвовал в создании радиоаппаратуры кораблей «Космонавт Владимир Комаров», «Академик Сергей Королев», «Космонавт Юрий Гагарин» для обеспечения космической связи и управления полётами спутников и в разработке систем спутникового телевещания «Экран» (главный конструктор бортовых ретрансляторов).
Кандидат технических наук (1969). Соавтор справочников по радиорелейной и спутниковой связи и вещанию.
Лауреат Ленинской премии (1981) за участие в создании первой в мире спутниковой системы непосредственного телевизионного вещания «Экран». Лауреат премии Правительства РФ. Заслуженный работник связи РФ.